# Eurema elathea
Espèce
Eurema elathea est un  insecte lépidoptère de la famille des Pieridae de la sous-famille des Coliadinae et du genre Eurema.

## Dénomination
Eurema elathea a été décrit par Pieter Cramer en 1777 sous le nom de Papilio elathea.

### Sous-espèces
- Eurema elathea elathea à Cuba
- Eurema elathea ella (Röber, 1909) en Équateur
- Eurema elathea flavescens (Chavannes, 1850) au Brésil
- Eurema elathea lamasi Brévignon, 1993; en Guyane française.
- Eurema elathea obsoleta (Jörgensen, 1932) au Paraguay et au Brésil
- Eurema elathea vitellina (C. & R. Felder, 1861) au Venezuela, Costa Rica et en Colombie

### Nom vernaculaire
Eurema elathea se nomme Straight-barred Grass Yellow ou Banded Yellowen anglais.

## Description
Eurema elathea est un papillon de taille moyenne, avec un dimorphisme sexuel : chez le mâle les antérieures sont de couleur jaune avec une large bordure et une barre marron presque noir, chez la femelle les antérieures sont de couleur blanche avec uniquement une bordure marron très foncé. Les postérieures sont blanches dans les deux sexes, plus largement bordées de marron chez le mâle.
Le revers est de couleur blanc crème, suffusée de jaune aux antérieures.

## Biologie

### Plantes-hôtes
Les plantes hôte de sa chenille sont des fabacées.

## Écologie et distribution
Eurema agave  est présent au Mexique, au Surinam, à la Guadeloupe et dans toutes les grandes Antilles, au Paraguay, en Équateur,  au Venezuela, au Costa Rica, Guyane française et au Brésil,.

### Biotope
Il réside dans les prairies et les jardins.

### Protection
Pas de statut de protection particulier.

## Chanson
C'est le titre d'une chanson de Nene Altro E O Mal De Caim.